# Dermot Clifford
Dermot Clifford (ur. 22 stycznia 1939 w Ballymacelligott) – irlandzki duchowny katolicki, arcybiskup Cashel-Emly w latach 1988-2014.
Święcenia kapłańskie otrzymał 22 lutego 1964.
17 grudnia 1985 papież Jan Paweł II mianował go arcybiskupem koadiutorem Cashel-Emly. Sakry udzielił mu 9 marca 1986 arcybiskup metropolita Cashel – Thomas Morris. Rządy w diecezji objął 12 września 1988, po przejściu na emeryturę poprzednika.
22 listopada 2014 papież Franciszek przyjął jego rezygnację z pełnionego urzędu złożoną ze względu na wiek, a na stanowisko mianował biskupa Kierana O'Reilly.